# Ramón Antonio Villademoros
Ramón Antonio Villademoros (Asturias, España 1781- Montevideo, Banda Oriental 1815) fue un militar de origen español que alcanzó el grado de capitán durante las guerras de independencia sudamericanas. Era el padre de Carlos Jerónimo Villademoros, escritor y político uruguayo. 

## Origen familiar
Nació en Folgueras de Cornás, una pequeña aldea de Asturias en la cual se establecieron sus antepasados en el siglo XVII, concretamente, Álvaro Peláez Villademoros (1595), que provenía del concejo de Valdés.
Desciende de una ilustre familia de hidalgos asturianos. Sus padres fueron Manuel Rodríguez Villademoros (1752-1841), escribano numerario del concejo de Tineo, descendiente a lo largo de los siglos de numerosos hidalgos, condes e incluso del mismo Don Pelayo y Josefa María Manuela Fernández Carbajal y Cándamo (1750-1820), también descendiente de una importante ilustre asturiana, consta en el libro del genealogista e historiador, Senén González Ramírez: "Antecedentes y evolución histórica de la Casa Rodríguez - Villademoros establecida en Folgueras de Cornás, Tineo, en el siglo XVII.

## Biografía
En 1809 él y su familia se trasladaron a Montevideo. Siendo militar realista, fue capturado por los patriotas en 1811 y conducido a Mercedes ante las autoridades revolucionarias. Al ver su interés por abrazar la causa republicana, lo nombraron subteniente de Caballería, y lo autorizaron a crear una fuerza para luchar en Cerro Largo contra el gobierno español y los portugueses. Actuó bajo las órdenes de José Rondeau. Esta invasión portuguesa de 1811 se realizó en el contexto de la Revolución de mayo de 1810 de Buenos Aires, donde a pedido del Virrey de Elío, fija Montevideo como capital del virreinato del Río de la Plata. 
La revolución se infiltró en Banda Oriental comandada por José Artigas y Rondeau que tras la batalla de Las Piedras ponen sitio a Montevideo el 21 de mayo de 1811. Dada esta situación, de Elío pide ayuda a los portugueses, que mandan un ejército de 4.000 hombres a mando de don Diego de Sousa, que son las que entran por el norte y por Cerro Largo. 
En julio de 1811 atacaron la población de Belén y avanzaron sobre Salto apoderándose del puerto.
El General Rondeau le escribió a Villademoros varias cartas desde el cuartel de Arroyo Seco, las cuales algunas fueron interceptadas por los portugueses. En estas notas se le explicaba lo que sucedía en el norte y se le pedía sostén para resistir a los portugueses. 
Actuó primero como alférez y más tarde como Comandante de Cerro Largo, siempre a las órdenes de Rondeau. Ramón fue fusilado en 1815 por haber traicionado a España al unirse a las tropas rebeldes que pretendían la independencia de Sudamérica, al haberse compadecido de aquellos luchadores por la libertad que seguían oprimidos por España. En Montevideo hay una calle que lleva su nombre: "Capitán Villademoros".
Es destacable la proclama que lanza el capitán Villademoros a sus hombres contra el enemigo portugués, pues Ramón Rodríguez Villademoros no se enfrentó solo al ejército realista español:

Campamento en el Avestruz, setiembre 15 1811.

Valientes Americanos. Después de tantas fatigas, para recobrar vuestra libertad ¿podréis mirar con indiferencia, que una nación extranjera, venga a poner sobre vuestros cuellos un yugo de bronce? ¿Permitiréis que los portugueses, bajo el fingido pretexto de pacificar entren soberbiamente en vuestros campos, insulten vuestras personas, logren el fruto de vuestros sudores, violen vuestras mujeres y vuestras hijas, dejándoos a un tiempo sin honor, sin libertad y sin bienes? NO. Tenéis un corazón esforzado y al oír estas palabras, me parece ver impreso en vuestros semblantes el furor, la rabia y el espíritu de la más cruel venganza, pues ¿Qué hacemos? Los portugueses que atropellando injustamente vuestros derechos, han entrado en este país, nada más han hecho que violencias, robos, insultos, con el orgullo más insufrible.
  Si cuando dicen que vienen solo a pacificar nos hacen sufrir tanto oprobio; ¿cuál será nuestra suerte, al ser tardos en manifestarles nuestros esfuerzos, si consiguen dominarnos? Mi corazón tiembla con tan triste recuerdo:
Unámonos pues, hagamos ver que somos libres y valientes; caigan hechos pedazos a nuestros pies y vayan tan escarmentados que ni aun acierten la senda que guía a su país, sufran las cadenas que nos labran y confiesen envueltos en miserias y despedazados de un arrepentimiento inútil, que nada es capaz de resistir al hombre cuando defiende sus derechos y la Libertad de su Patria.
  Son muy débiles sus armas: el desprecio con que nos tratan y el concepto que habían formado de que somos cobardes, aseguran mejor nuestra victoria: estoy bien cierto, de que hasta en sueños están ocupados con mil peligros, que ven en una retirada, que aunque es vergonzosa, es el único medio triste de salvar sus miserables vidas. Ya comienzan a temernos y han probado mucho en todas partes los efectos de su locura y de nuestro valor.
 Tiemblen pues, tiemblen al oír el nombre que nos distingue, si prosiguen insultando a unos hombres que han decretado morir con honor a vivir libres.
Ramón Villademoros.

## Fuente
http://cosasdetreintaytres.blogspot.com.es/2016/10/espisodio-de-la-independencia-en.html
https://es.scribd.com/document/76344659/Actividad-Politica-y-Militar-de-Ramon-Villademoros
- Datos: Q28502362